# Sylwia Gliwa
Sylwia Gliwa (Tarnowskie Góry, 7 giugno 1978) è un'attrice e modella polacca.

## Biografia
Ha imparato la professione di attrice all'Accademia teatrale di Varsavia. Immediatamente dopo la laurea nel 2001, ha ampliato la sua formazione al Lee Strasberg Theatre and Film Institute di New York. Ha avuto le sue prime apparizioni in serie televisive come Klan o Na Wspólnej. Oltre alle sue apparizioni televisive, Sylwia Gliwa ha recitato in teatro a Varsavia, ad esempio nell'opera teatrale Barbarzyńcy. Il suo primo film, 1409. Afera na zamku Bartenstein nel 2005, nel quale ha interpretato un ruolo secondario. Il suo film di maggior successo è Karol - Un uomo diventato papa, nel quale ha interpretato il personaggio secondario di Janina Kuroń.
Nel 2011 ha posato per l'edizione polacca di Playboy.

## Filmografia

### Cinema
- Chopin: desiderio d'amore (Chopin. Pragnienie miłości), regia di Jerzy Antczak (2002)

### Televisione
- Karol - Un uomo diventato papa (Karol. Człowiek, który został papieżem) – miniserie TV, 2 episodi (2005)
- Ojciec Mateusz – serie TV, 2 episodi (2009-2016)
- Komisarz Alex – serie TV, episodio 17x13 (2022)

### Doppiaggio
- Surf's Up - I re delle onde (Surf's Up), regia di Ash Brannon e Chris Buck (2007) - Lani Aliikai
- Prince of Persia (Prince of Persia: Prodigy) (2008) - Voce narrante